# 斜基绿赤车
斜基绿赤车（学名：Pellionia viridis var. basiinaequalis）为荨麻科赤车属下的一个变种。

## 扩展阅读
- 維基物種上的相關：斜基绿赤车